# Нойштадт-ан-дер-Вальднааб (район)
Нойштадт-ан-дер-Вальднаб (нім. Neustadt an der Waldnaab) — район у Німеччині, у складі округу Верхній Пфальц федеральної землі Баварія. Адміністративний центр — місто Нойштадт-ан-дер-Вальднааб.

## Населення
Населення району становить 94 645 осіб (станом на 31 грудня 2020).

## Адміністративний поділ
Район складається з 8 міст (нім. Städte), 12 торговельних громад (нім. Märkte) та 18 громад (нім. Gemeinden):
| Міста 1. Віндішешенбах (4923) 2. Графенвер (6419) 3. Ешенбах-ін-дер-Оберпфальц (4237) 4. Нойштадт-ам-Кульм (1129) 5. Нойштадт-ан-дер-Вальднааб (5723) 6. Плайштайн (2327) 7. Прессат (4263) 8. Фоенштраус (7518) Торговельні громади 1. Вайдгаус (2192) 2. Вальдтурн (1867) 3. Есларн (2678) 4. Кірхентумбах (3236) 5. Кольберг (1204) 6. Лойхтенберг (1129) 7. Луе-Вільденау (3477) 8. Мантель (2732) 9. Мосбах (2353) 10. Паркштайн (2331) 11. Теннесберг (1465) 12. Флос (3393) | Громади 1. Альтенштадт-ан-дер-Вальднааб (4751) 2. Бехтсріт (1097) 3. Ваєргаммер (3846) 4. Георгенберг (1307) 5. Етценріхт (1532) 6. Ірхенріт (1535) 7. Кірхендеменройт (875) 8. Пірк (1921) 9. Пюхерсройт (1664) 10. Тайссайль (1182) 11. Трабіц (1299) 12. Флоссенбюрг (1473) 13. Форбах (1009) 14. Шварценбах (1152) 15. Ширміц (1926) 16. Шламмерсдорф (852) 17. Шпайнсгарт (1110) 18. Штернштайн (1518) |

Об'єднання громад
1. Ваєргаммер (торговельна громада Кольберг, громади Етценріхт та Ваєргаммер)
2. Ешенбах-ін-дер-Оберпфальц (міста Ешенбах-ін-дер-Оберпфальц, Нойштадт-ам-Кульм та громада Шпайнсгарт)
3. Кірхентумбах (торговельна громада Кірхентумбах, громади Шламмерсдорф та Форбах)
4. Нойштадт-ан-дер-Вальднааб (торговельна громада Паркштайн, громади Кірхендеменройт, Пюхерсройт, Штернштайн та Тайссайль)
5. Плайштайн (місто Плайштайн та громада Георгенберг)
6. Прессат (місто Прессат, громади Шварценбах та Трабіц)
7. Теннесберг (торговельні громади Лойхтенберг та Теннесберг)
8. Ширміц (громади Бехтсріт, Ірхенріт, Пірк та Ширміц)

Дані про населення наведені станом на 31 грудня 2020.